# Afroboliwijczycy
Afroboliwijczycy (hiszp. afroboliviano) – grupa etniczna składająca się z Boliwijczyków, których przodkowie pochodzili z Afryki Subsaharyjskiej. Królem Afroboliwijczyków jest Julio Pinedo. Według spisu ludności z 2012 roku ich liczba w Boliwii wynosiła 23 300. Zamieszkują głównie lesisty region Yungas.

## Historia
Historia Afroboliwijczyków jest ściśle związana z historią niewolnictwa na ziemiach dzisiejszej Boliwii. Pochodzą oni od ok. 30 tysięcy Afrykanów, których sprowadzano jako niewolników do kopalni srebra w Potosí od XVI wieku. Ich życie było bardzo ciężkie, średni okres życia człowieka pełniącego w Boliwii rolę „ludzkiego muła” wynosił ok. 2 miesiące. Cierpieli m.in. dlatego, że ich organizmy były niedostosowane do tamtejszej wysokości i niskich temperatur.
Po zakończeniu ich pracy w kopalniach srebra wyemigrowali do regionu Yungas, gdzie do reformy rolnej z 1953 roku pracowali jako niewolnicy w dużych hacjendach. Od lat 80. często emigrują do miast w departamentach La Paz, Santa Cruz i Cochabamba.